# After (The Walking Dead)
«Después» —título original en inglés: «After»— es el noveno episodio de la cuarta temporada de la serie de televisión The Walking Dead. Fue dirigido por Greg Nicotero y el guion estuvo a cargo de Robert Kirkman. La cadena AMC lo emitió en los Estados Unidos el 9 de febrero de 2014; FOX hizo lo propio en Hispanoamérica y España el día 10 del mismo mes, respectivamente.
La trama de este episodio es muy similar a "Volumen 9", "Edición #49" y "Edición #50" de los libros de historietas.
Tras el último ataque a la prisión, Rick (Andrew Lincoln) y Carl (Chandler Riggs) se encuentran en el camino buscando refugio. Deben aceptar su nuevo entorno y preguntarse si la supervivencia es suficiente. Sin embargo, después de su lucha feroz con El Gobernador (David Morrissey), Rick también lidia con viejas heridas ya que tiene una necesidad desesperada de descansar y sanar. Al mismo tiempo, Michonne (Danai Gurira) se encuentra nuevamente sola y atormentada por los recuerdos del pasado mientras trata de entender cómo quiere pasar su vida.
El episodio fue visto por 15.76 millones de espectadores, un aumento significativo en las calificaciones del episodio anterior dos meses antes. Sin embargo, los comentaristas tuvieron diversas reacciones al respecto, y muchos notaron positivamente el desarrollo del personaje, pero comentaron negativamente sobre el ritmo del episodio.

## Argumento
Después del asalto mortal en la prisión ocasionado por El Gobernador (David Morrissey), los sobrevivientes se ven obligados a dispersarse y tratar de reagruparse. El cadáver del Gobernador se observa, mientras que Michonne (Danai Gurira) reconoce la prisión de los sobrevivientes. Ella descubre la cabeza reanimada de su amigo, Hershel (Scott Wilson), y lo apuñala para sacarlo de su tormento. Ella descubre un rastro de huellas que se aleja de la prisión. Para protegerse, corta los brazos y las mandíbulas de dos caminantes, guiándolos como mascotas para ayudar a ocultar su presencia de otros caminantes, sin embargo, esto parece atraer más caminantes hacia ella. Mientras se refugia en un automóvil durante la noche, sueña con su pequeño hijo, su novio Mike (Aldis Hodge) y su amigo Terry (Brandon Fobbs) antes del apocalipsis, pero el sueño se convierte en una pesadilla cuando Mike y Terry aparecen como sus "mascotas" caminantes. Continúa hacia adelante, pero al observar un caminante hembra que se parece a ella, de repente se da cuenta de que su andar sin sentido es en vano; mata a los caminantes que la rodean a ella y a sus mascotas y le promete a Mike que ahora tiene un propósito en la vida. Ella parte para seguir el rastro de huellas.
Mientras tanto, Carl (Chandler Riggs) y Rick (Andrew Lincoln), cuyas huellas Michonne está siguiendo, se abren paso desde la prisión, Rick ralentizándolos debido a las lesiones que recibió del ataque. Se detienen en un restaurante para encontrar comida; un caminante solitario está atrincherado detrás de los muebles y Rick quiere matarlo con un hacha, pero esta demasiado débil, lo que obliga a Carl a matarlo con su arma. Más tarde, Carl ayuda a su padre a entrar en una casa abandonada y Rick cae inconsciente. Carl le grita que lo reviva, atrayendo a los caminantes cercanos. Carl es capaz de despacharlos y cuando regresa, le grita a Rick, culpándolo por abandonar su papel de líder, lastimándose a sí mismo, a su madre Lori, a su hermanita recién nacida Judith, y a los demás de su grupo en La prisión. Más tarde, Carl va a buscar suministros en una casa cercana. Él casi es mordido por un caminante atrapado detrás de una puerta, pero es capaz de escapar cuando el caminante le quita el zapato. Él consigue alimentos y suministros adicionales y regresa a la casa donde está Rick. Ve a Rick arrastrándose hacia él y gimiendo, y temiendo que su padre se haya convertido en un caminante, vuelve su arma hacia él. Rick grita el nombre de Carl, demostrando que todavía está vivo. Rick ve lo que Carl ha hecho para protegerlos y mantenerlos y se disculpa por su comportamiento y cree que Carl ahora es un hombre.
Michonne finalmente los alcanza y después de observar a través de una ventana que están vivos y bien, comienza a llorar lágrimas de alegría. Mientras Rick y Carl unen una comida, llaman a la puerta. Rick va a mirar por la mirilla, y al ver a Michonne, se ríe y le dice a Carl: "Es para ti".

## Producción
"After" fue escrito por el creador de cómics y productor ejecutivo Robert Kirkman y dirigido por el artista de maquillaje de efectos especiales y productor ejecutivo Greg Nicotero.
Este episodio se centra por completo en los personajes de  Rick (Andrew Lincoln),  Carl (Chandler Riggs) y Michonne ( Danai Gurira). Los actores principales Scott Wilson (Hershel Greene) y David Morrissey (El Gobernador) tienen breves apariciones finales como cadáveres. "After" es el episodio final para mostrar el nombre de Morrissey en los créditos de apertura; El nombre de Wilson aparece en el final de la temporada, "A". Norman Reedus ( Daryl), Steven Yeun (Glenn), Lauren Cohan (Maggie) y Melissa McBride (Carol) se acreditan, pero no aparecen. Emily Kinney (Beth), Chad L. Coleman (Tyreese), Sonequa Martin-Green (Sasha) y Lawrence Gilliard Jr. (Bob) también están ausentes, pero se les acredita como "también protagonistas".
La trama de este episodio se deriva casi en su totalidad del "Volumen 9", "Edición #50" de la serie de los libros de historietas.
Chandler Riggs, que interpreta a Carl, ha admitido que "After" es su episodio favorito de la serie.
A partir de este episodio, The Walking Dead comenzó a transmitirse en el Reino Unido, un día después de su fecha de emisión Estados Unidos, en lugar de cinco días después.

## Recepción

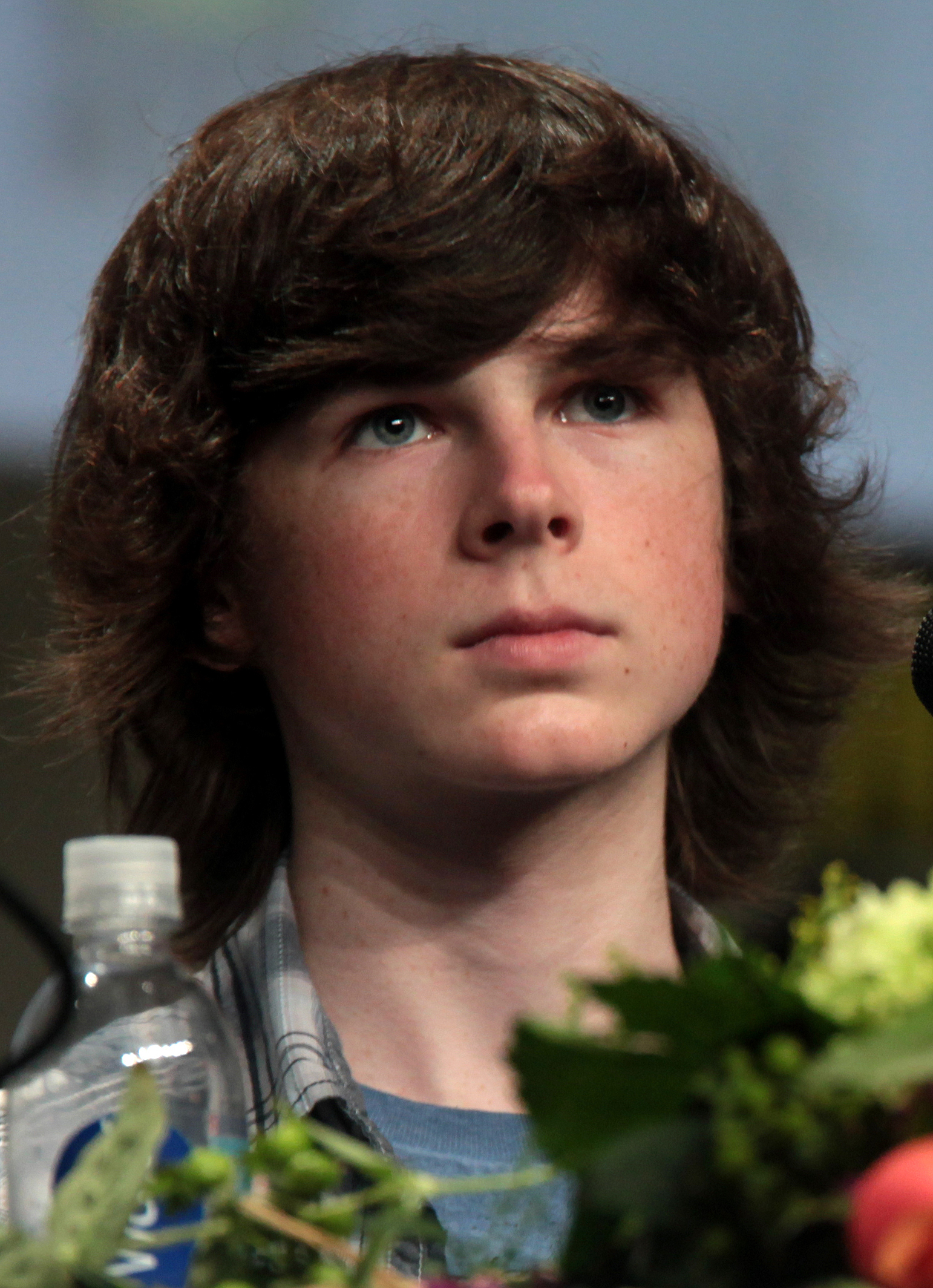
Chandler Riggs recibió críticas positivas por su actuación como Carl Grimes en este episodio.

### Respuesta crítica
El episodio recibió críticas moderadas por parte de la mayoría de los críticos, y la mayoría elogió el enfoque del episodio en los personajes secundarios, pero otros comentaron negativamente sobre el cambio en el ambiente de la serie y el ritmo del episodio. Katla McGlynn de The Huffington Post resumió el episodio diciendo: "Uf! Eso fue todo un episodio. Aunque no pudimos ver lo que sucedía con el resto del grupo, aprendimos más sobre Michonne más que nunca y finalmente llegó a ver a Carl convertirse en un hombre. En lugar de un rito tradicional de paso como un bar mitzvah o una fiesta de cumpleaños mixta, Carl llegó a matar zombis y comer copiosas cantidades de pudín. Bienvenido a la edad adulta, Carl."
Roth Cornet de IGN le dio al episodio un 8.5 de 10, diciendo: "The Walking Dead abrió la segunda mitad de la Temporada 4 con un episodio moderado pero efectivo que vio a sus personajes enfrentarse al desafío de aceptar, e incluso abrazar, la realidad del vive lo que está viviendo, incluso el horror".
Sean Tepper de Toronto Star le gave a dio una revisión moderada del episodio, comenzando con un comentario mixto sobre el cambio del programa del episodio anterior, diciendo: "En vez de comenzar la segunda mitad de la cuarta temporada con una explosión, The Walking Dead asumió un riesgo considerable con su estreno a mitad de temporada, ya que el productor Scott Gimple se centró más en el desarrollo del personaje que en la matanza de zombis horripilante que hemos llegado a apreciar en la exitosa serie de AMC." Luego comentó positivamente sobre la escena inicial del episodio en la prisión, diciendo:" al iniciar el episodio con varias tomas de la prisión infestada de zombis, una rápida mirada al cadaver del Gobernador y una escena emocionalmente cargada que vio a Michonne conducir su katana a través de la cabeza decapitada y zombificada de Herschel, la escena de pre-crédito de After sirvió como un final satisfactorio para la saga de la prisión y le dio al episodio un tono más parecido a un tradicional estreno de la temporada."
También revisó positivamente los papeles de Carl y Michonne en el episodio, diciendo: "Si hay algo que The Walking Dead ha demostrado una y otra vez es que los papeles de apoyo superficiales se pueden transformar en personajes esenciales multifacéticos y el episodio de anoche. estaba en su mejor momento cuando le dio a Carl la oportunidad de escapar de la sombra de Rick, "y" nos dio una idea del pasado [de Michonne] junto con una mejor comprensión de los eventos que dieron forma a su persona post-apocalíptica".
No todas las revisiones fueron positivas. Patrick Kevin Day de la revista Los Angeles Times — aunque comentando positivamente sobre el desarrollo del personaje, diciendo que el episodio "saca un gran provecho de los momentos de personajes pequeños y hace mucho por hacer de Carl un personaje interesante por primera vez": mdash; Comenta negativamente sobre el comienzo del episodio, diciendo: "el episodio parecía demasiado intencionado para intentar sacudir a los espectadores matando a personajes queridos, como el santo Hershel. A muchos parecía encantarlos, pero sentí que el creciente número de cadáveres proporcionaba rendimientos decrecientes."
Tim Surette de TV.com comentó positivamente sobre el cambio de ambiente de la serie, diciendo: "Ahora The Walking Dead puede regresar al mundo agradable (para nosotros, de todos modos) fuera de esas vallas de alambre de púas, un mundo donde nuestros sobrevivientes no pueden simplemente cultivar un huerto todo el día y luego meterse en la cama detrás de muros de concreto de un metro ochenta de altura. Ahora tendrán zombis mordiéndose los talones mientras intentan llegar a otro amanecer, esperando que Vivirá el tiempo suficiente para tener una discusión más sobre si Rick es o no un buen líder".
Sin embargo, comentó negativamente sobre el ritmo del episodio, diciendo: "grandes extensiones de "After" fueron, de hecho, aburridas. Quería que el episodio me gustara mucho más que a mí, porque creo que estaba haciendo un esfuerzo para ofrecer un mensaje y reintrodúciennos en el peligro de este mundo mostrándonos cómo puede vencer incluso a los supervivientes más fuertes. De lo contrario, solo eran personajes que caminaban y mataban zombis. Incluso eso está empezando a hacerse viejo ".

### Audiencia
After fue visto por 15.80 millones de televidentes en su estreno original por AMC, obteniendo 10.4 en el grupo demográfico 18-49. Convirtiéndose en el segundo episodio con más audiencia en la serie, después de 30 Days Without An Accident que obtuvo 16.11 millones de televidentes en su estreno.